# Álvaro Pino
Álvaro Pino Couñago (Ponteareas, 17 agosto 1956) è un ex ciclista su strada e dirigente sportivo spagnolo, vincitore di una Vuelta a España.

## Carriera
Attivo nel professionismo dal 1981 al 1991, aveva caratteristiche di scalatore. È famoso per aver vinto la Vuelta a España nel 1986 precedendo Robert Millar e Sean Kelly. Nel 1987 vinse la Volta a Catalunya, mentre nella Vuelta a España 1988 si aggiudicò due tappe e la maglia verde di miglior scalatore.
Intraprende in seguito l'attività di direttore tecnico, ricoprendo tale ruolo prima nella Kelme e poi nella Phonak. Dal gennaio 2007 alla stagione 2010 è stato direttore sportivo della Karpin Galicia, poi rinominata in Xacobeo Galicia.

## Palmarès
- 1982

3ª tappa Setmana Catalana
Subida al Naranco
- 1986

21ª tappa Vuelta a España
Classifica generale Vuelta a España
- 1987

6ª tappa Volta a Catalunya
9ª tappa Volta a Catalunya
Classifica generale Volta a Catalunya
1ª prova Escalada a Montjuich
2ª prova Escalada a Montjuich
Classifica generale Escalada a Montjuich
- 1988

8ª tappa Vuelta a España
9ª tappa Vuelta a España
4ª tappa Vuelta a Galicia
- 1989

19ª tappa Vuelta a España (Santoña > Lagos de Covadonga)

### Altri successi
- 1988

2ª tappa Vuelta a España (cronosquadre)
Classifica scalatori Vuelta a España

## Piazzamenti

### Grandi Giri
- Giro d'Italia

1982: 30º
1983: 18º
1984: ritirato
- Tour de France

1985: 19º
1986: 8º
1988: 8º
1989: 16º
1990: ritirato (8ª tappa)
- Vuelta a España

1981: 22º
1982: 10º
1983: 4º
1984: ritirato
1985: 8º
1986: vincitore
1988: 8º
1989: 5º
1990: ritirato